# 언더우드물쥐
언더우드물쥐(Rheomys underwoodi)는 비단털쥐과 목화쥐아과에 속하는 설치류의 일종이다. 코스타리카와 파나마 서부 운무림의 해발 15300~2000m 지역에서 발견된다. 고지대 숲의 물가에서 살며, 반수생 동물이고 무척추동물과 같은 육식성 먹이를 먹는다. 분포 지역 범위가 작지만, 여러 보호 지역에서 발견되고 적정 개체수가 존재하기 때문에 국제 자연 보전 연맹(IUCN)이 "관심대상종"으로 지정하고 있다.